# كلير فيشر
كلير فيشر (بالإنجليزية: Clare Fischer)‏ هو عازف جاز وملحن وعازف بيانو أمريكي، ولد في 22 أكتوبر 1928 في مقاطعة شياوسي في الولايات المتحدة، وتوفي في 26 يناير 2012 في بربانك في الولايات المتحدة.

## وصلات خارجية
- الموقع الرسمي
- كلير فيشر على موقع IMDb (الإنجليزية)
- كلير فيشر على موقع ميوزك برينز (الإنجليزية)
- كلير فيشر على موقع أول ميوزيك (الإنجليزية)
- كلير فيشر على موقع ديسكوغز (الإنجليزية)